# Begraafplaats van Linselles
De Begraafplaats van Linselles is een gemeentelijke begraafplaats in de Franse gemeente Linselles in het Noorderdepartement. De begraafplaats ligt aan de Rue de Bousbecque op 500 m ten noorden van het centrum (Église de la Nativité de Notre-Dame). Ze heeft een onregelmatige vorm en wordt omsloten door een draadafsluiting en een haag of heesters. De toegang bestaat uit een tweedelig metalen hek tussen bakstenen muren. Centraal staat een gedenkzuil voor de militaire en burgerlijke slachtoffers van de beide wereldoorlogen, de Frans-Duitse Oorlog en andere conflicten waarbij Frankrijk betrokken was. 

## Franse oorlogsgraven

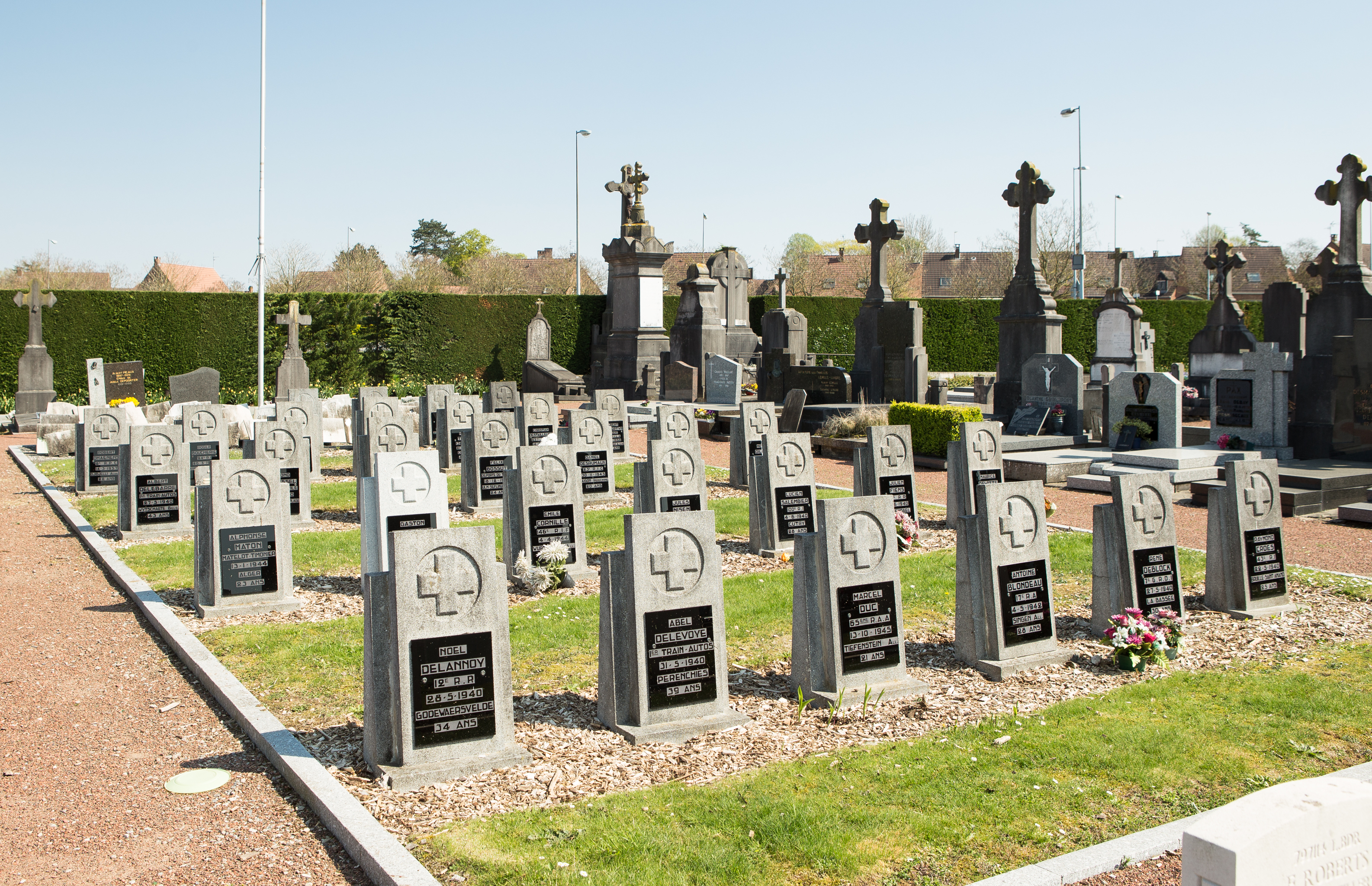
Franse graven

Op de begraafplaats bevinden zich twee perken met gesneuvelde Franse militairen uit de beide wereldoorlogen. Daarbij zijn er 25 uit de Eerste Wereldoorlog en 30 uit de Tweede Wereldoorlog. Tijdens de Eerste Wereldoorlog was Linselles in Duitse handen en zij begroeven hier hun gesneuvelden. De 681 Duitse graven werden na de wapenstilstand verwijderd en naar elders overgebracht.

## Britse oorlogsgraven
Op de begraafplaats ligt een perk met 38 Britse militaire graven waaronder 4 niet geïdentificeerde. 32 graven zijn van gesneuvelden uit de Eerste Wereldoorlog en 6 uit de Tweede Wereldoorlog. Behalve 1 Canadees zijn alle slachtoffers Britten. De graven worden onderhouden door de Commonwealth War Graves Commission en zijn er geregistreerd onder Linselles Communal Cemetery.
Er ligt ook een Rus die stierf als krijgsgevangene tijdens de Duitse bezetting in de Eerste Wereldoorlog.
- sergeant R.H. Jones en soldaat W.T. Reynolds werden onderscheiden met de Military Medal (MM).